# Julia Farnesio
Julia Farnesio  (en italiano, Giulia Farnese; Canino, 1474/1475-Roma, 23 de marzo de 1524) fue una de las amantes de Rodrigo Borgia, quien fuera luego el Papa Alejandro VI. Fue conocida como «Giulia la bella», que en italiano significa «Julia la hermosa». Lorenzo Pucci la describió como «la más amable de contemplar».

## Biografía

### Familia
Julia Farnesio había nacido en 1474, hija de Pedro Luis Farnesio, señor de Montalto, y de Giovannella Caetani, quien era a su vez la última miembro de la ilustre dinastía de los Anagni. También perteneciente a ella fue el papa Bonifacio VIII. Tuvo tres hermanos. El primero, Angelo, fue noble. El segundo hermano, Alejandro, cursó estudios de notario pero finalmente se embarcó en la carrera eclesiástica, llegando a ser papa en 1534 con el nombre de Paulo III. La tercera fue una hermana, Girolama.

### Matrimonio y relaciones con Alejandro VI
A la edad de 15 años, el 21 de mayo de 1489, Julia contrajo matrimonio con Orsino Orsini Migliorati, conde de Bassanello, que era hijo de Lodovico Orsini Migliorati, señor de Bassanello, y de Adriana de Milà, a su vez sobrina materna del entonces Papa, Alejandro VI. Ha sido descrito como un hombre estrábico y sin ningún tipo de confianza en sí mismo. De acuerdo con Maria Bellonci, se desconoce cuándo Rodrigo Borgia se enamoró locamente de Julia y decidió convertirla en su amante. Lo que sí sabemos es que Adriana de Milà dio su aprobación para que su hijo lograra un mayor estatus en la Santa Sede. Alrededor del mes de noviembre de 1493, Julia Farnesio vivía con su suegra y con la hija de Alejandro VI, Lucrecia Borgia, con la que trabó gran amistad, en un palacio de reciente construcción cercano al Vaticano, desde el cual el Papa podría realizar sus visitas clandestinas con facilidad. Pese a esto, su relación aparecía en todos los rumores de la época. 
Gracias a su intimidad con el Papa, fue capaz de conseguir que su hermano Alejandro llegara a cardenal, con el sobrenombre «Cardenal de las faldas» que le procuró Pasquino.
Julia tuvo una hija a la que llamó Laura. No está esclarecido si el padre de Laura fue Orsino o el Papa Alejandro. Maria Bellonci cree que hay evidencias de que Julia mantenía el contacto físico con su esposo. En cualquier caso, ella aseguró que en realidad Laura era hija del Papa, pero bien pudo hacerlo para elevar el estatus de la niña en las consideraciones de un futuro matrimonio. En 1494, enojó al Papa al marchar a Capodimonte para acompañar en su lecho de muerte a su hermano, Angelo. Esto la mantuvo lejos de Roma, incluso tras el fallecimiento, por la insistencia de su esposo. Sin embargo, Orsino cedió a la presión papal, y Julia pronto regresó a su amante. Al mismo tiempo se producía la invasión de Italia por la Francia de Carlos VIII, que provocó la captura de Julia a manos del capitán francés Yves d'Alègre, que exigió (y consiguió) del Papa un rescate de 3.000 escudos a cambio de un salvoconducto a Roma.
Julia fue amante del Papa hasta 1499 o 1500. Alrededor de estos años parece que perdió sus favores debido a su edad. Bellonci afirma que la ruptura entre ambos fue probablemente amistosa, gracias a la intercesión de Adriana Milà. Su marido murió por estas fechas también, y ella se mudó a Carbonagno, no lejos de Roma. Este pueblo había sido entregado al difunto Orsino por parte de Alejandro VI, quien, por otra parte, murió tres años después.

### Últimos años y muerte
Julia regresó a Roma para la boda de su hija Laura en 1505. Laura se casó con Niccolo della Rovere, sobrino del por entonces Papa Julio II. Para Julia, sus años de amor no habían terminado. Tras varios amantes, cuyos nombres no se han conservado, en los primeros años de su viudez se casó con Giovanni Capece de Bozzuto, quien era miembro de la baja nobleza napolitana. En 1506, Julia se convirtió en gobernadora de Carbonagno, y residió en la ciudadela de su castillo, en cuyo puente se inscribió su nombre. Las crónicas del castillo establecen que Julia fue una administradora capaz que gobernó de manera firme y enérgica. Permaneció en esta ciudad hasta 1522, cuando abandonó el lugar y retornó a Roma, donde murió en la casa de su hermano, el cardenal Alejandro, el 23 de marzo de 1524, a la edad de 50 años. La causa de su muerte es desconocida. 
Diez años después, su hermano ascendió al trono papal como Paulo III. Laura y su esposo Niccolo tuvieron tres hijos, que heredaron las posesiones de la familia Orsini.

## Ascendencia
|  |                                          |  |  |  |  |  |  |  |  |  |  |  |  |  |  |  |
|  | 16. Ranuccio Farnese, Señor de Montalto  |  |  |  |  |  |  |  |  |  |  |  |  |  |  |  |
|  |                                          |  |  |  |  |  |  |  |  |  |  |  |  |  |  |  |
|  |                                          |  |  |  |  |  |  |  |  |  |  |  |  |  |  |  |
|  | 8. Pietro Farnese, Señor de Montalto     |  |  |  |  |  |  |  |  |  |  |  |  |  |  |  |
|  |                                          |  |  |  |  |  |  |  |  |  |  |  |  |  |  |  |
|  |                                          |  |  |  |  |  |  |  |  |  |  |  |  |  |  |  |
|  | 17. Pantasilea Salimbeni                 |  |  |  |  |  |  |  |  |  |  |  |  |  |  |  |
|  |                                          |  |  |  |  |  |  |  |  |  |  |  |  |  |  |  |
|  |                                          |  |  |  |  |  |  |  |  |  |  |  |  |  |  |  |
|  | 4. Ranuccio Farnese, Conde de Pitigliano |  |  |  |  |  |  |  |  |  |  |  |  |  |  |  |
|  |                                          |  |  |  |  |  |  |  |  |  |  |  |  |  |  |  |
|  |                                          |  |  |  |  |  |  |  |  |  |  |  |  |  |  |  |
|  | 18.                                      |  |  |  |  |  |  |  |  |  |  |  |  |  |  |  |
|  |                                          |  |  |  |  |  |  |  |  |  |  |  |  |  |  |  |
|  |                                          |  |  |  |  |  |  |  |  |  |  |  |  |  |  |  |
|  | 9. Pantasilea Dolci                      |  |  |  |  |  |  |  |  |  |  |  |  |  |  |  |
|  |                                          |  |  |  |  |  |  |  |  |  |  |  |  |  |  |  |
|  |                                          |  |  |  |  |  |  |  |  |  |  |  |  |  |  |  |
|  | 19.                                      |  |  |  |  |  |  |  |  |  |  |  |  |  |  |  |
|  |                                          |  |  |  |  |  |  |  |  |  |  |  |  |  |  |  |
|  |                                          |  |  |  |  |  |  |  |  |  |  |  |  |  |  |  |
|  | 2. Pier Luigi Farnese, Señor de Montalto |  |  |  |  |  |  |  |  |  |  |  |  |  |  |  |
|  |                                          |  |  |  |  |  |  |  |  |  |  |  |  |  |  |  |
|  |                                          |  |  |  |  |  |  |  |  |  |  |  |  |  |  |  |
|  | 20.                                      |  |  |  |  |  |  |  |  |  |  |  |  |  |  |  |
|  |                                          |  |  |  |  |  |  |  |  |  |  |  |  |  |  |  |
|  |                                          |  |  |  |  |  |  |  |  |  |  |  |  |  |  |  |
|  | 10.                                      |  |  |  |  |  |  |  |  |  |  |  |  |  |  |  |
|  |                                          |  |  |  |  |  |  |  |  |  |  |  |  |  |  |  |
|  |                                          |  |  |  |  |  |  |  |  |  |  |  |  |  |  |  |
|  | 21.                                      |  |  |  |  |  |  |  |  |  |  |  |  |  |  |  |
|  |                                          |  |  |  |  |  |  |  |  |  |  |  |  |  |  |  |
|  |                                          |  |  |  |  |  |  |  |  |  |  |  |  |  |  |  |
|  | 5. Agnese Monadelschi                    |  |  |  |  |  |  |  |  |  |  |  |  |  |  |  |
|  |                                          |  |  |  |  |  |  |  |  |  |  |  |  |  |  |  |
|  |                                          |  |  |  |  |  |  |  |  |  |  |  |  |  |  |  |
|  | 22.                                      |  |  |  |  |  |  |  |  |  |  |  |  |  |  |  |
|  |                                          |  |  |  |  |  |  |  |  |  |  |  |  |  |  |  |
|  |                                          |  |  |  |  |  |  |  |  |  |  |  |  |  |  |  |
|  | 11. Donatella Coechinni                  |  |  |  |  |  |  |  |  |  |  |  |  |  |  |  |
|  |                                          |  |  |  |  |  |  |  |  |  |  |  |  |  |  |  |
|  |                                          |  |  |  |  |  |  |  |  |  |  |  |  |  |  |  |
|  | 23.                                      |  |  |  |  |  |  |  |  |  |  |  |  |  |  |  |
|  |                                          |  |  |  |  |  |  |  |  |  |  |  |  |  |  |  |
|  |                                          |  |  |  |  |  |  |  |  |  |  |  |  |  |  |  |
|  | 1. Julia Farnesio                        |  |  |  |  |  |  |  |  |  |  |  |  |  |  |  |
|  |                                          |  |  |  |  |  |  |  |  |  |  |  |  |  |  |  |
|  |                                          |  |  |  |  |  |  |  |  |  |  |  |  |  |  |  |
|  | 24. Giacobello Caetani                   |  |  |  |  |  |  |  |  |  |  |  |  |  |  |  |
|  |                                          |  |  |  |  |  |  |  |  |  |  |  |  |  |  |  |
|  |                                          |  |  |  |  |  |  |  |  |  |  |  |  |  |  |  |
|  | 12. Giacomo Caetani, Señor de Sermoneta  |  |  |  |  |  |  |  |  |  |  |  |  |  |  |  |
|  |                                          |  |  |  |  |  |  |  |  |  |  |  |  |  |  |  |
|  |                                          |  |  |  |  |  |  |  |  |  |  |  |  |  |  |  |
|  | 25. Rosa d'Eboli                         |  |  |  |  |  |  |  |  |  |  |  |  |  |  |  |
|  |                                          |  |  |  |  |  |  |  |  |  |  |  |  |  |  |  |
|  |                                          |  |  |  |  |  |  |  |  |  |  |  |  |  |  |  |
|  | 6. Onorato Caetani, Duque de Sermoneta   |  |  |  |  |  |  |  |  |  |  |  |  |  |  |  |
|  |                                          |  |  |  |  |  |  |  |  |  |  |  |  |  |  |  |
|  |                                          |  |  |  |  |  |  |  |  |  |  |  |  |  |  |  |
|  | 26. Pirro Orsini, Conde de Nola          |  |  |  |  |  |  |  |  |  |  |  |  |  |  |  |
|  |                                          |  |  |  |  |  |  |  |  |  |  |  |  |  |  |  |
|  |                                          |  |  |  |  |  |  |  |  |  |  |  |  |  |  |  |
|  | 13. Giovanella Orsini                    |  |  |  |  |  |  |  |  |  |  |  |  |  |  |  |
|  |                                          |  |  |  |  |  |  |  |  |  |  |  |  |  |  |  |
|  |                                          |  |  |  |  |  |  |  |  |  |  |  |  |  |  |  |
|  | 27.                                      |  |  |  |  |  |  |  |  |  |  |  |  |  |  |  |
|  |                                          |  |  |  |  |  |  |  |  |  |  |  |  |  |  |  |
|  |                                          |  |  |  |  |  |  |  |  |  |  |  |  |  |  |  |
|  | 3. Giovanna Caetani                      |  |  |  |  |  |  |  |  |  |  |  |  |  |  |  |
|  |                                          |  |  |  |  |  |  |  |  |  |  |  |  |  |  |  |
|  |                                          |  |  |  |  |  |  |  |  |  |  |  |  |  |  |  |
|  | 28. Giovanni Orsini, Señor de Galera     |  |  |  |  |  |  |  |  |  |  |  |  |  |  |  |
|  |                                          |  |  |  |  |  |  |  |  |  |  |  |  |  |  |  |
|  |                                          |  |  |  |  |  |  |  |  |  |  |  |  |  |  |  |
|  | 14. Francesco Orsini, Duque de Gravina   |  |  |  |  |  |  |  |  |  |  |  |  |  |  |  |
|  |                                          |  |  |  |  |  |  |  |  |  |  |  |  |  |  |  |
|  |                                          |  |  |  |  |  |  |  |  |  |  |  |  |  |  |  |
|  | 29. Bartolomea Spinelli                  |  |  |  |  |  |  |  |  |  |  |  |  |  |  |  |
|  |                                          |  |  |  |  |  |  |  |  |  |  |  |  |  |  |  |
|  |                                          |  |  |  |  |  |  |  |  |  |  |  |  |  |  |  |
|  | 7. Caterina Orsini                       |  |  |  |  |  |  |  |  |  |  |  |  |  |  |  |
|  |                                          |  |  |  |  |  |  |  |  |  |  |  |  |  |  |  |
|  |                                          |  |  |  |  |  |  |  |  |  |  |  |  |  |  |  |
|  | 30. Ugone Scilliato                      |  |  |  |  |  |  |  |  |  |  |  |  |  |  |  |
|  |                                          |  |  |  |  |  |  |  |  |  |  |  |  |  |  |  |
|  |                                          |  |  |  |  |  |  |  |  |  |  |  |  |  |  |  |
|  | 15. Flavia Scilliato                     |  |  |  |  |  |  |  |  |  |  |  |  |  |  |  |
|  |                                          |  |  |  |  |  |  |  |  |  |  |  |  |  |  |  |
|  |                                          |  |  |  |  |  |  |  |  |  |  |  |  |  |  |  |
|  | 31. Rita di Molise                       |  |  |  |  |  |  |  |  |  |  |  |  |  |  |  |
|  |                                          |  |  |  |  |  |  |  |  |  |  |  |  |  |  |  |
|  |                                          |  |  |  |  |  |  |  |  |  |  |  |  |  |  |  |

## Filmografía
| Año  | Película    | Director            | Personaje     |
| ---- | ----------- | ------------------- | ------------- |
| 2011 | The Borgias | Neil Jordan         | Lotte Verbeek |
| 2011 | Borgia      | Oliver Hirschbiegel | Marta Gastini |
| 2006 | Los Borgia  | Antonio Hernández   | Cate Saunders |